# Chatri ad-Dauh
Chatri ad-Dauh, arab. ‏خطري أدوه‎ (ur. 31 sierpnia 1956 w As-Samarze) – saharyjski polityk, członek Frontu Polisario.
W dniu 31 maja 2016 został mianowany sekretarzem generalnym Frontu Polisario i pełniącym obowiązki prezydenta Sahary Zachodniej po śmierci Muhammada Abd al-Aziza. Obie te funkcje pełnił do 12 lipca 2016, kiedy to nowym szefem państwa został mianowany Ibrahim Ghali.